# Меретуков, Касим Хамосович
Касим Хамосович Меретуков (адыг. Къасим Мэрэтыкъо; 6 июня 1935, Хакуринохабль, Азово-Черноморский край — 13 февраля 2004, Майкоп) — советский и российский адыгейский филолог, специалист в области адыгейского языка. Доктор филологических наук, профессор, заслуженный деятель науки Республики Адыгея, академик Адыгской (Черкесской) международной академии наук.

## Биография
Родился в 1935 году в ауле Хакуринохабль в крестьянской семье. Начальное образование получил в местной школе, затем в 1945 году поступил в среднюю школу аула в Мамхег. В 1956 году окончил Адыгейский педагогический институт, после чего год работал в газете «Социалистическэ Адыгей».
В 1957 году перешёл на работу в Адыгейский научно-исследовательский институт (АНИИ), где посвятил себя исследованию адыгейского языка. В 1966 году защитил в Институте языкознания АН СССР кандидатскую диссертацию по теме «Служебные части речи в адыгейском языке». По возвращении в АНИИ с 1973 по 1986 год занимал должность учёного секретаря.
В 1986 году Меретуков возглавил сектор адыгейского языка, затем преобразованный в отдел. Основным направлением работ учёного стали морфология и ономастика адыгейского языка. За авторством учёного было опубликовано более 100 статей и монографий.
Изучение глагола в адыгских языках стало предметом монографии  «Вопросы строения глагола в адыгских языках» (1985), а затем докторской диссертации Меретукова «Строение глагола в адыгских языках», которую он защитил в 1993 году. Он начал преподавательскую работу в Адыгейском государственном университете, в 1995 году получил звание профессора, в 1996 был избран в Адыгскую международную академию наук.
Ещё одним направлением деятельности Меретукова была адыгейская топонимика. В 1981 году им подготовлен «Адыгейский топонимический словарь», переизданный в 1990 и 2003 годах, и содержащий в последнем издании около 3500 наименований.
Скончался в Майкопе в 2004 году.

## Избранные труды
- Меретуков К.Х. Вопросы строения глагола в адыгских языках. — Майкоп, 1985. — 159 с.
- Меретуков К. Х., Меретуков К. Х. Адыгейский топонимический словарь — Майкоп: Адыгейское отделение Краснодарского книжного издательства, 1981. — 180 с.
  - Меретуков К. Х., Меретуков К. Х. Адыгейский топонимический словарь — М.: Прометей, 1990. — 334 с. — ISBN 5-7042-0196-2
  - Меретуков К. Х., Меретуков К. Х. Адыгейский топонимический словарь — Майкоп: 2003. — 423 с. — ISBN 5-901701-43-7
- Меретуков К.Х. История адыгейских названий. — Майкоп, 1994. — 87 с.
- Меретуков К.Х. Знай свой край. — Майкоп, 1994.
- Шоров И.А., Меретуков К.Х., Меретукова М.Х. Русско-адыгейский словарь педагогических терминов. — Майкоп, 1996. — 255 с.